# كليمنت ماركيرت
كليمنت لورانس ماركيرت (بالإنجليزية: Clement Markert)‏ (11 أبريل 1917 - 1 أكتوبر 1999) هوَ عالم أَحياء أمريكي يُعزى إليه الفَضل في اكتشاف نظائِر الإنزيمات ،وقد كان كليمنت عضواً في الأكاديمية الوطنية للعلوم ،والأكاديمية الأمريكية للفنون والعلوم ،كما شَغل منصب الرئيس في العديد من جَمعيات عِلم الأحياء.

## نشأته وحياته
وُلِدَ كليمنت في لاس أنيماس في كولورادو ،وترعرع في بويبلو في كولورادو أيضاً .دَرس كليمنت الأحياء في جامعة كولورادو (University of Colorado Boulder) ،وفي عام 1937 تَرك الجامعة لِيُشارك في الحرب الأهلية الإسبانية ،حيث خرج من البِلاد عن طريق الصعود على مَتن أحد سُفن الشَحن وذلك للتحايل على القُيود التي تفرضها الحُكومة أن ذاك على المُسافرين.وفي عام 1940 عادَ كليمنت إلى الجامعة، وأكمل دراسته إلى أن حصل على درجة البكالوريوس في الأَحياء، ثُم تزوج من مارغريت ريمبفر، وبعد ذلك انتقل إلى جامعة كاليفورنيا لإكمال دراسته العُليا .
التَحق كليمنت بعدَ ذلك بأسطول الوِلايات المتحدة البَحري التجاري للمشاركة في الحَرب العالمية الثانية وبعد انتهاء الحَرب أكمل دراسته العليا، فَحصل على درجة الماجستير من جامعة كاليفورنيا تلاها حُصوله على درجة الدكتوراة من جامعة جونز هوبكينز في عام 1948 .وقد كان لدى كليمنت ثلاثة أطفال في عام1954 .
حَصل كليمنت على دَرجة الدكتوراه في البُحوث، بعد ذلك عَمل في معهد كاليفورنيا التقني ،حيثَ اهتم بالجَوانب الجِنسية والفسيولوجية والجينية لِنبات السبجة ،بالإضافة لذلك اهتم في جِنس النباتات الفطرية الممرضة .في معهد كاليفورينا التقني، عَمل مع جورج بيدل على الجينات الخاصة بِالعصيباء المبوغة.
عَمل كليمنت (بين عامي 1963-1985) كَمحرر رَئيس في مجلة علم الحيوان التجريبية (Journal of Experimental Zoology)  ،كما كانَ أيضاً محرر في مجلة علم الأحياء التنموي (Journal of Developmental Biology) .

## المَراجع
1. 1 2   http://www.nasonline.org/publications/biographical-memoirs/memoir-pdfs/markert-clement-l.pdf. {{استشهاد ويب}}: |url= بحاجة لعنوان (مساعدة) والوسيط |title= غير موجود أو فارغ (من ويكي بيانات) (مساعدة)
2. ↑  D. L. Nanney and G. S. Whitt, "Clement L. Markert (1917-1999): The Academic Odyssey of a Developmental Biologist", Journal of Heredity, vol. 91, no. 3 (2000), pp. 265-267
3. ↑  رائد الأحياء كليمنت ماركيرت يموت في سن 82 نسخة محفوظة 04 مارس 2016 على موقع واي باك مشين. [وصلة مكسورة]
4. ↑  Jon W. Gordon, "In memorial: Clement L. Markert", Journal of Experimental Zoology, vol. 286, no. 6 (2000), p. 551.

## روابط خارجية
- National Academy of Sciences Biographical Memoir